# Pseudorhaphitoma confortinii
Espèce
Pseudorhaphitoma confortinii est une espèce de mollusques de la famille des Mangeliidae.

## Systématique
L'espèce Pseudorhaphitoma confortinii a été décrite en 2007 par le malacologiste italien Luigi Bozzetti (d).

## Répartition
Cette espèce est décrite de Madagascar.

## Description
L'holotype de Pseudorhaphitoma confortinii présente une coquille mesurant 7,50 × 2,85 mm. Le plus grand paratype mesure 8,25 × 3,00 mm. 

## Étymologie
Son épithète spécifique, confortinii, lui a été donnée en l'honneur de Giovanni Confortini di Firenze, conchyliologiste ami de l'auteur.

## Publication originale
- (it) Luigi Bozzetti, « Pseudoraphitoma confortinii (Gastropoda: Hypsogastropoda: Conidae) nuova specie dal Madagascar Meridionale », Malacologia mostra mondiale, vol. 54,‎ 2007, p. 18 (ISSN 1121-1873, lire en ligne).